# Альхена
Гамма Близнецов (γ Gem / γ Geminorum) — спектрально-двойная звезда в созвездии Близнецы.
Звезда имеет традиционное имя Альхена. Арабское الهنعه Al Han’ah означает «клеймо» (обычно на шее верблюда). Известны арабские, ныне неупотребляемые названия — Альнухатал и Альмайсан. Звезда известна как 井宿三 (the Third Star of the Well) на китайском.
Альхена расположена на расстоянии 109 световых лет от Солнца, и имеет видимую звёздную величину 1,93m (Абсолютная звёздная величина −0,7m) и принадлежит к спектральному классу A0.
Интересно то, что положение Альхены симметрично Сириусу относительно небесного экватора.